# Puccinia polysora
Puccinia polysora är en svampart som beskrevs av Underw. 1897. Puccinia polysora ingår i släktet Puccinia och familjen Pucciniaceae.   Inga underarter finns listade i Catalogue of Life.